# Indonesia International 2013
Die Indonesia International 2013 im Badminton fanden vom 2. bis zum 7. Juli 2013 in Surabaya statt.

## Sieger und Platzierte
| Disziplin    | Gold                                   | Silber                                  | Bronze                                 |
| ------------ | -------------------------------------- | --------------------------------------- | -------------------------------------- |
| Herreneinzel | Jonatan Christie                       | Alamsyah Yunus                          | Wei Nan                                |
| Herreneinzel | Jonatan Christie                       | Alamsyah Yunus                          | Febriyan Irvannaldy                    |
| Dameneinzel  | Dinar Dyah Ayustine                    | Stefani Stoeva                          | Millicent Wiranto                      |
| Dameneinzel  | Dinar Dyah Ayustine                    | Stefani Stoeva                          | Maziyyah Nadhir                        |
| Herrendoppel | Praveen Jordan Didit Juang Indrianto   | Hardianto Agripina Prima Rahmanto       | Wahyu Nayaka Ade Yusuf                 |
| Herrendoppel | Praveen Jordan Didit Juang Indrianto   | Hardianto Agripina Prima Rahmanto       | Sandy I Komang Allan Moh Solihuddin    |
| Damendoppel  | Maretha Dea Giovani Melvira Oklamona   | Shella Devi Aulia Anggia Shitta Awanda  | Gabriela Stoeva Stefani Stoeva         |
| Damendoppel  | Maretha Dea Giovani Melvira Oklamona   | Shella Devi Aulia Anggia Shitta Awanda  | Nadya Melati Natalia Poluakan          |
| Mixed        | Ardiansyah Putra Devi Tika Permatasari | Yodhi Satrio Ni Ketut Mahadewi Istarani | Rendra Wijaya Keshya Nurvita Hanadia   |
| Mixed        | Ardiansyah Putra Devi Tika Permatasari | Yodhi Satrio Ni Ketut Mahadewi Istarani | Rafli Rizki Ristian Novalita Anggraeni |